# North Cascades
Le North Cascades (letteralmente "Cascate settentrionali" o "Cascate del Nord") costituiscono una sezione della catena delle Cascate nel Nord America occidentale e si estendono lungo il confine della provincia canadese della Columbia Britannica e lo Stato di Washington: sono ufficialmente conosciute negli Stati Uniti e in Canada come Cascade Mountains. La sezione in Canada è nota agli statunitensi come Canadian Cascades, una designazione che comprende anche le montagne sopra la sponda orientale del canyon di Fraser a nord fino alla città di Lytton, alla confluenza dei fiumi Thompson e Fraser.
Pur essendovi cime prevalentemente non vulcaniche, si annoverano altresì stratovulcani come ad esempio il monte Baker, il Glacier Peak e il monte Coquihalla, tutti raggruppati nell'arco vulcanico delle Cascate.

## Geografia
La sezione statunitense delle North Cascades e l'adiacente catena dello Skagit nella Columbia Britannica sono perlopiù note nel Nord America per i paesaggi mozzafiato e le sfide a livello alpinistico offerte dalla regione, le quali si devono alla frastagliata e complessa topografia locale. Mentre la maggioranza dei picchi non supera i 3000 m di elevazione, i fondo valle spesso si sviluppano oltre i 1800 m. Le cime del resto delle Cascate canadesi non sono ghiacciate allo stesso modo e presentano rocce a mo' di corna che si ergono da altopiani più simili in verità ad altipiani, con aree quali il parco provinciale Manning e quello di Cathedral note per i loro estesi prati alpini, allo stesso modo della fetta orientale della porzione statunitense della catena. Vari punti della catena montuosa negli USA rientrano nel parco nazionale delle North Cascades.
La grande quantità di pioggia, in gran parte sotto forma di neve, e la conseguente presenza di ghiaccio, si combinarono in passato con il sollevamento tettonico generando le imperiose vette nella parte occidentale della catena. Le profonde valle a forma di U scolpite dai ghiacciai nel Pleistocene separano creste affilate e picchi dalle forme ripide da neve e ghiaccio più recenti.
Le parti orientali e settentrionali della catena sono molto più simili a un altopiano, sebbene nel caso delle aree più settentrionali scavate da profonde valli lungo il fianco del canyon di Fraser Canyon, in particolare quello del fiume Anderson.

### Topografia

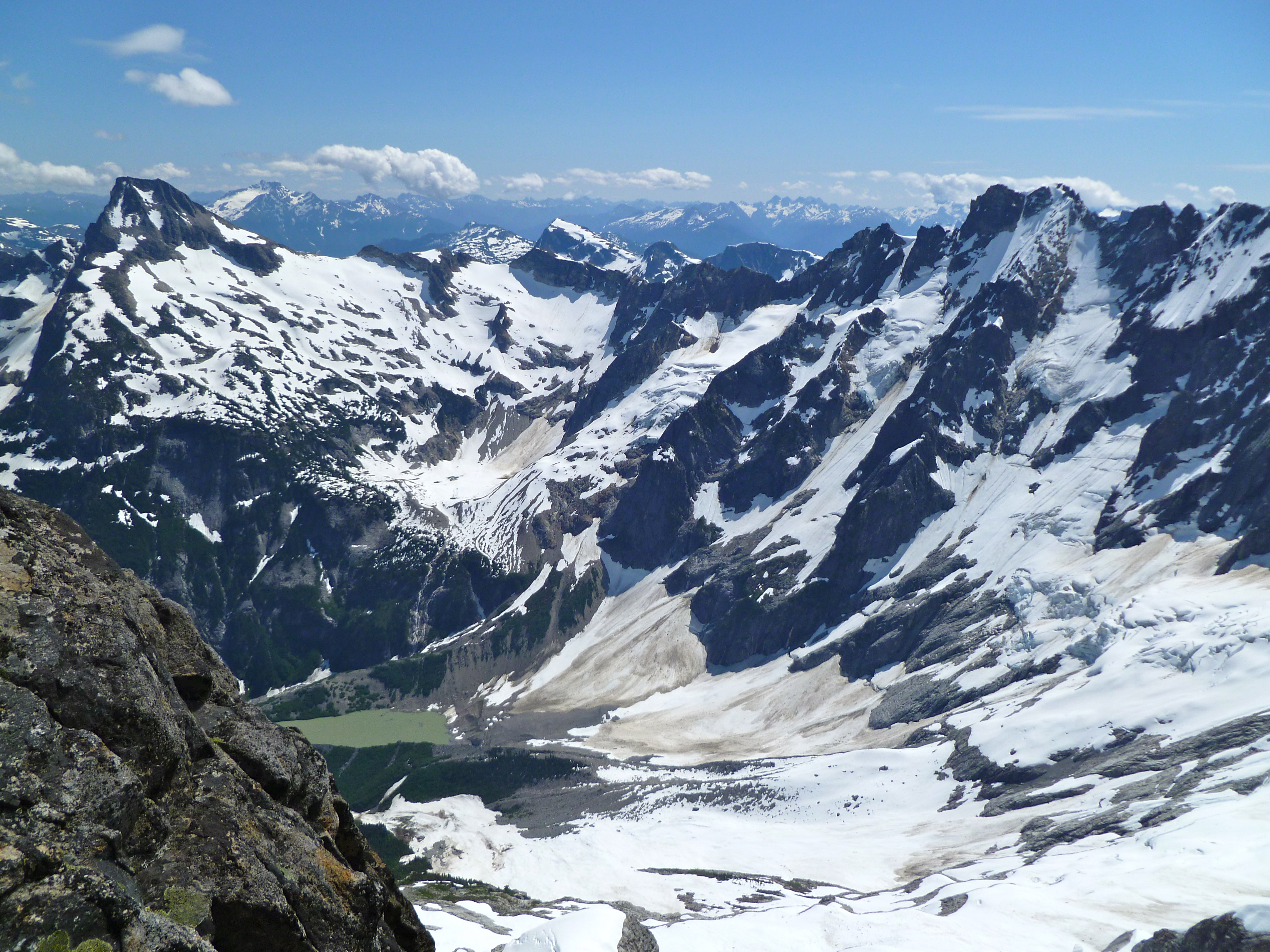
Le North Cascades sono considerate la catena montuosa più frastagliata degli Stati Uniti contigui

Il fiume Fraser e la pianura adiacente sulla sua sponda meridionale formano il confine settentrionale e nordoccidentale della catena. A est, l'Okanogan e il Columbia delimitano la catena montuosa negli Stati Uniti, mentre il confine nord-orientale si sviluppa dal Thompson attraverso il Nicoamen e procede lungo il torrente Lawless, il Tulameen e il torrente Copper fino al fiume Similkameen. A ovest, le colline pedemontane della catena sono separate da una sottile pianura costiera dallo stretto di Puget tranne presso il punto della Washington State Route 11 noto come Chuckanut Drive tra Bellingham e Mount Vernon, dove si ammirano esattamente sulla costa.

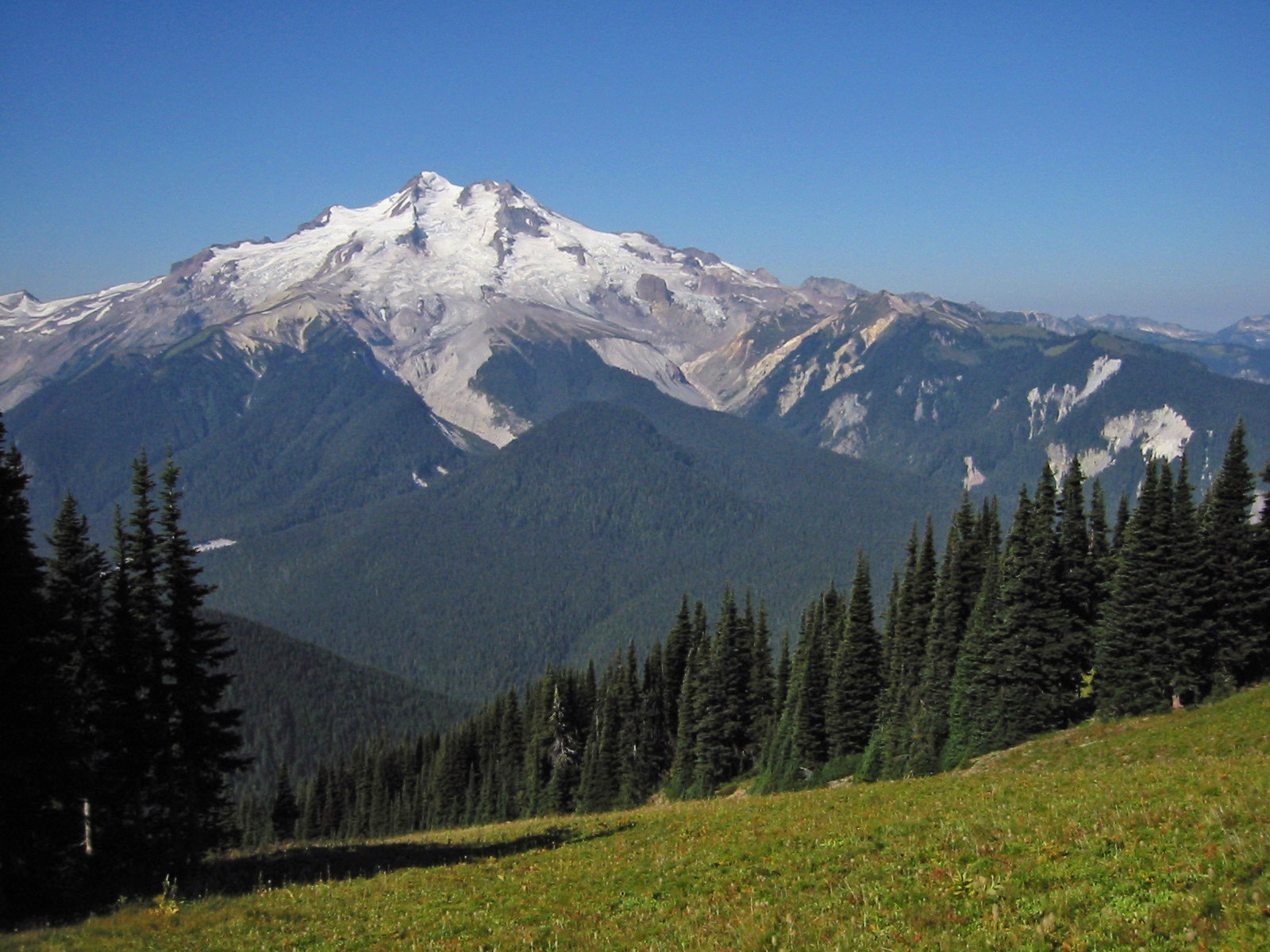
Il Glacier Peak è la vetta più caratteristica nella parte meridionale delle North Cascades

Il confine meridionale delle North Cascades è invece meno definito. In via convenzionale, si tende a collocare all'altezza della U.S. Route 2, che interseca il passo di Stevens, o equivalentemente, il fiume Skykomish, il torrente Nason e il Wenatchee inferiore. A volte il confine meridionale è definito dal passo di Snoqualmie e il tracciato approssimativo della Interstate 90. A volte il termine "North Cascades" o "Northern Cascades" viene utilizzato con riferimento all'intero areale a nord del fiume Columbia.
A livello geologico, le rocce delle Cascate del Nord si estendono a sud oltre il passo Stevens e a ovest delle isole di San Juan. La delimitazione delle transizioni geologiche dall'altopiano di Okanagan a est e dall'Interior Plateau e dalle Montagne Costiere a nord appare più enigmatica.

### Clima
Rientrante alla regione montuosa della catena delle Cascate e con altitudini massime prossime a 3000 m, il clima locale è di tipo montano. Le regioni più a ovest hanno un clima temperato oceanico, mentre nelle aree orientali si sperimenta quello continentale umido.
Nella parte occidentale, grazie all'influenza oceanica, le precipitazioni appaiono significative da novembre ad aprile e si verificano in gran parte sotto forma di neve in quota elevata. Le piogge sono così numerose per via del fatto che le North Cascades formano una barriera che blocca l'umidità delle masse d'aria sul fianco occidentale dando luogo al fenomeno dell'ombra pluviometrica. Il periodo estivo è generalmente più secco in quel punto, mentre in quota le precipitazioni nevose risultano decisamente non trascurabili. In virtù di siffatte premesse, si comprende come mai presso il monte Baker durante l'inverno 1998-1999 si registrarono quasi 29 m di neve, dato che lo rese un record mondiale. Nella parte orientale il clima si fa maggiormente secco, con inverni più freddi ed estati più calde.
Le abbondanti nevicate si devono all'aria fredda dell'Artico che può fluire verso sud dalla Columbia Britannica attraverso la valle del fiume Okanogan nel bacino simile a una conca a est delle Cascate. L'aria artica si riversa lungo i pendii orientali della Cascate, specialmente nei passi inferiori, come lo Snoqualmie e lo Stevens. L'aria più mite, influenzata dal Pacifico, la quale si sposta verso est sopra le Cascate è spesso sospinta verso l'alto dall'aria fredda trattenuta nei passaggi a causa dei banchi gelidi. Di conseguenza, i passi ricevono spesso più neve rispetto ad aree più alte del gruppo montuoso. In virtù di tali condizioni climatiche, si spiega la presenza di stazioni sciistiche ad altezza relativamente bassa presso i passi di Snoqualmie (910 m) e Stevens (circa 1200 m).

### Ripartizione della catena
- North Cascades
  - Catena dello Skagit
    - Catena del Picket

  - Monti Chuckanut
  - Monti Entiat
  - Monti Chelan

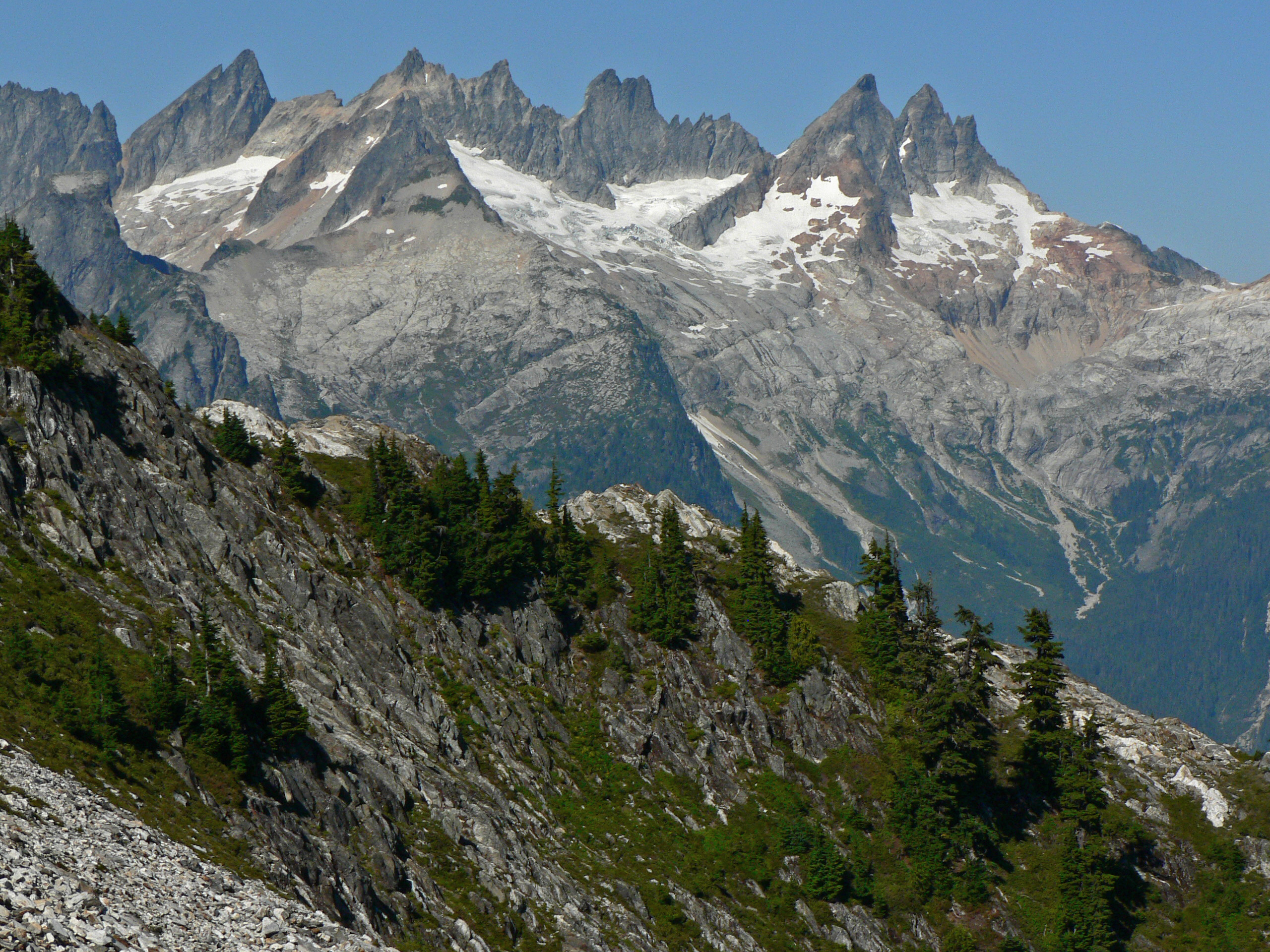
La catena del Picket, situata a nord della Highway 20, è il sottogruppo più frastagliato delle North Cascades

  - Monti Methow (chiamati anche Sawtooth Ridge)
  - Gruppo del fiume Skagit

- Cascate canadesi
  - Catena dello Skagit
    - Monti Hope
    - Catena del Cheam

  - Catena di Hozameen
    - Catena di Bedded

  - Catena dell'Okanagan

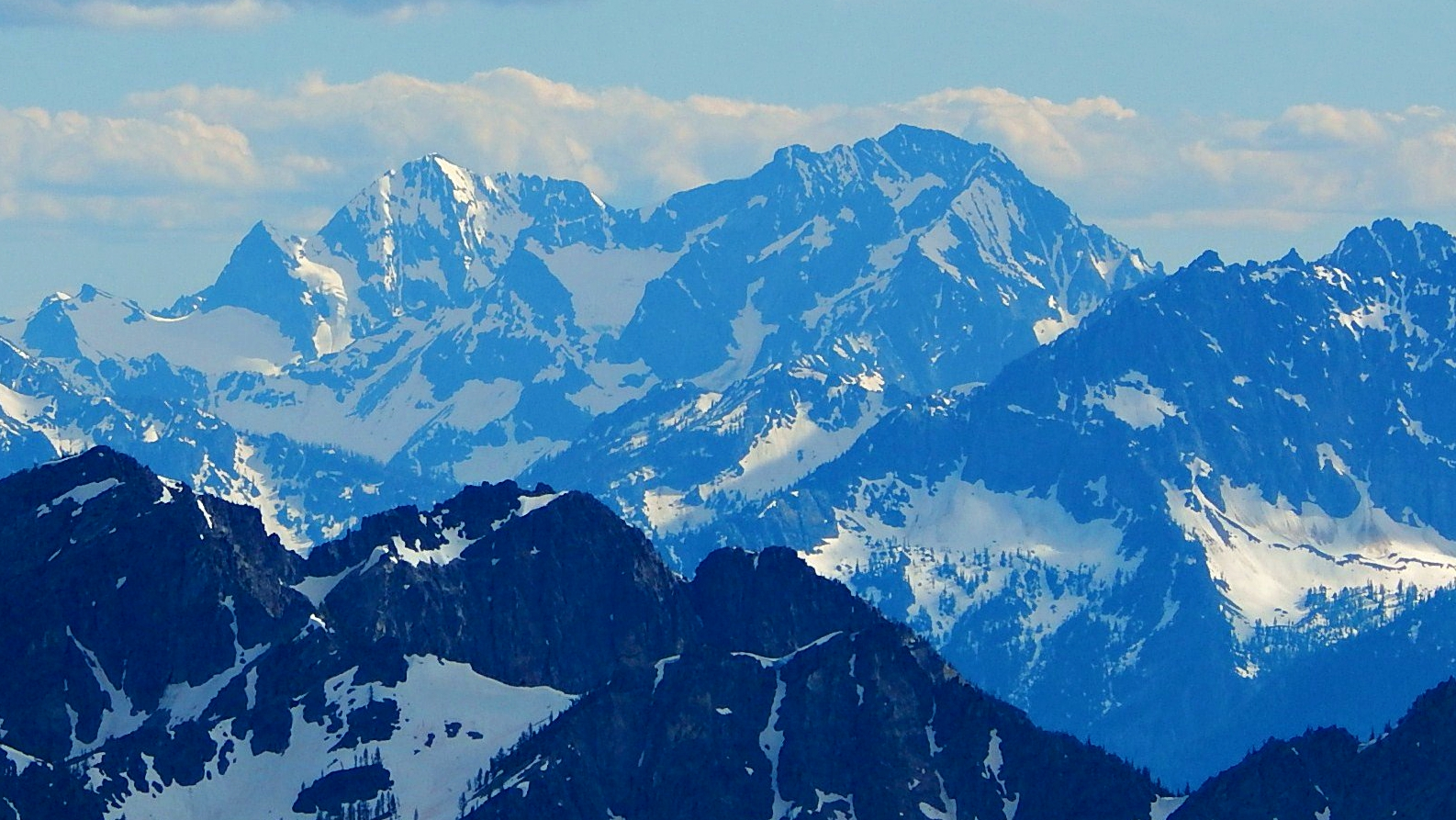
Monti Entiat

  - Coquihalla Range (non vi è una denominazione ufficiale)
    - Llamoid Group (non vi è una denominazione ufficiale)
    - Anderson River Group (non vi è una denominazione ufficiale)

### Vette principali
I seguenti picchi delle North Cascades sono i maggiori della catena:
| Montagna     | Altezza (m) | Coordinate                  | Prominenza (m) | Cime prossime | Prima ascensione                                                             |
| ------------ | ----------- | --------------------------- | -------------- | ------------- | ---------------------------------------------------------------------------- |
| Monte Baker  | 3285        | 48°46′N 121°48′W            | 2707           | Monte Rainier | Edmund T. Coleman e suo gruppo (1868)                                        |
| Glacier Peak | 3213        | 48°06′45.05″N 121°06′49.7″W | 2286           | Monte Rainier | Thomas Gerdine (1898)                                                        |
| Bonanza Peak | 2899        | 48°14′16″N 120°51′58″W      | 1131           | Glacier Peak  | Curtis James, Barrie James, Joe Leuthold (1937)                              |
| Monte Fernow | 2819        | 48°09′44″N 120°48′30″W      | 856            | Bonanza Peak  | Oscar Pennington, Hermann Ulrichs (1932)                                     |
| Monte Goode  | 2810        | 48°28′58″N 120°54′39″W      | 1200           | Bonanza Peak  | Wolf Bauer, Philip Dickett, Joe Halwax, Jack Hossack, George MacGowan (1936) |

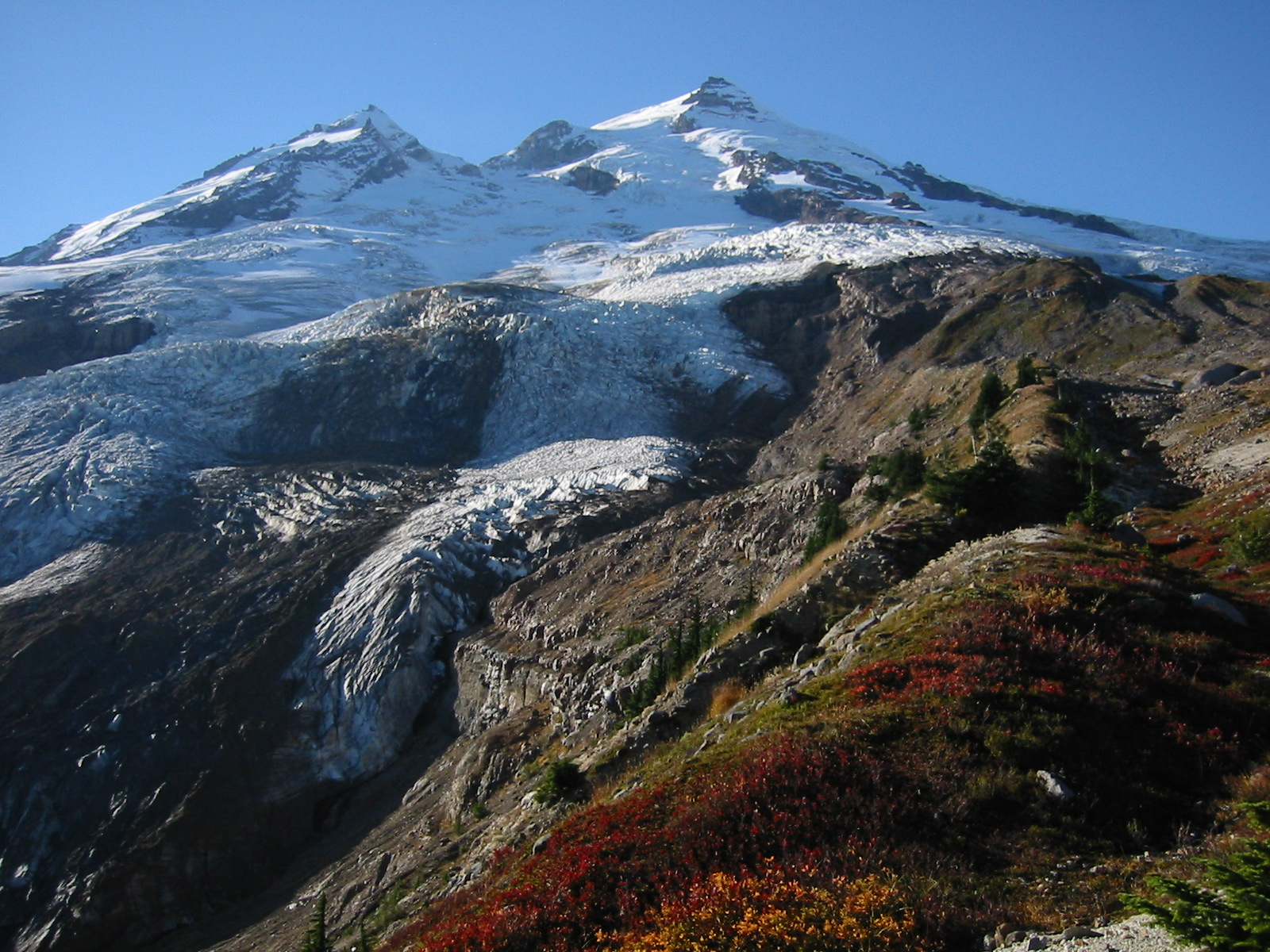
Il monte Baker e il ghiacciaio Boulder in primo piano

Tra le vette più notevoli per via della loro prominenza topografica:
| Montagna       | Altezza (m) | Prominenza (m) | Cime prossime     |
| -------------- | ----------- | -------------- | ----------------- |
| Monte Baker    | 3285        | 2707           | Monte Rainier     |
| Glacier Peak   | 3213        | 2286           | Monte Rainier     |
| Monte Round    | 1620        | 1460           | Three Fingers     |
| Monte Spickard | 2737        | 1457           | Monte Baker       |
| Welch Peak     | 2431        | 1441           | Monte Robinson    |
| Three Fingers  | 2090        | 1370           | Glacier Peak      |
| Monte Shuksan  | 2783        | 1344           | Monte Baker       |
| Monte Remmel   | 2647        | 1330           | Monte Lago        |
| Monte Prophet  | 2330        | 1240           | Luna Peak         |
| Monte Outram   | 2461        | 1121           | Monte Hozomeen    |
| Monte Lago     | 2665        | 1000           | Monte Silver Star |

I seguenti picchi sono noti per la loro elevazione. Di seguito sono elencati in ordine decrescente secondo il criterio appena indicato.

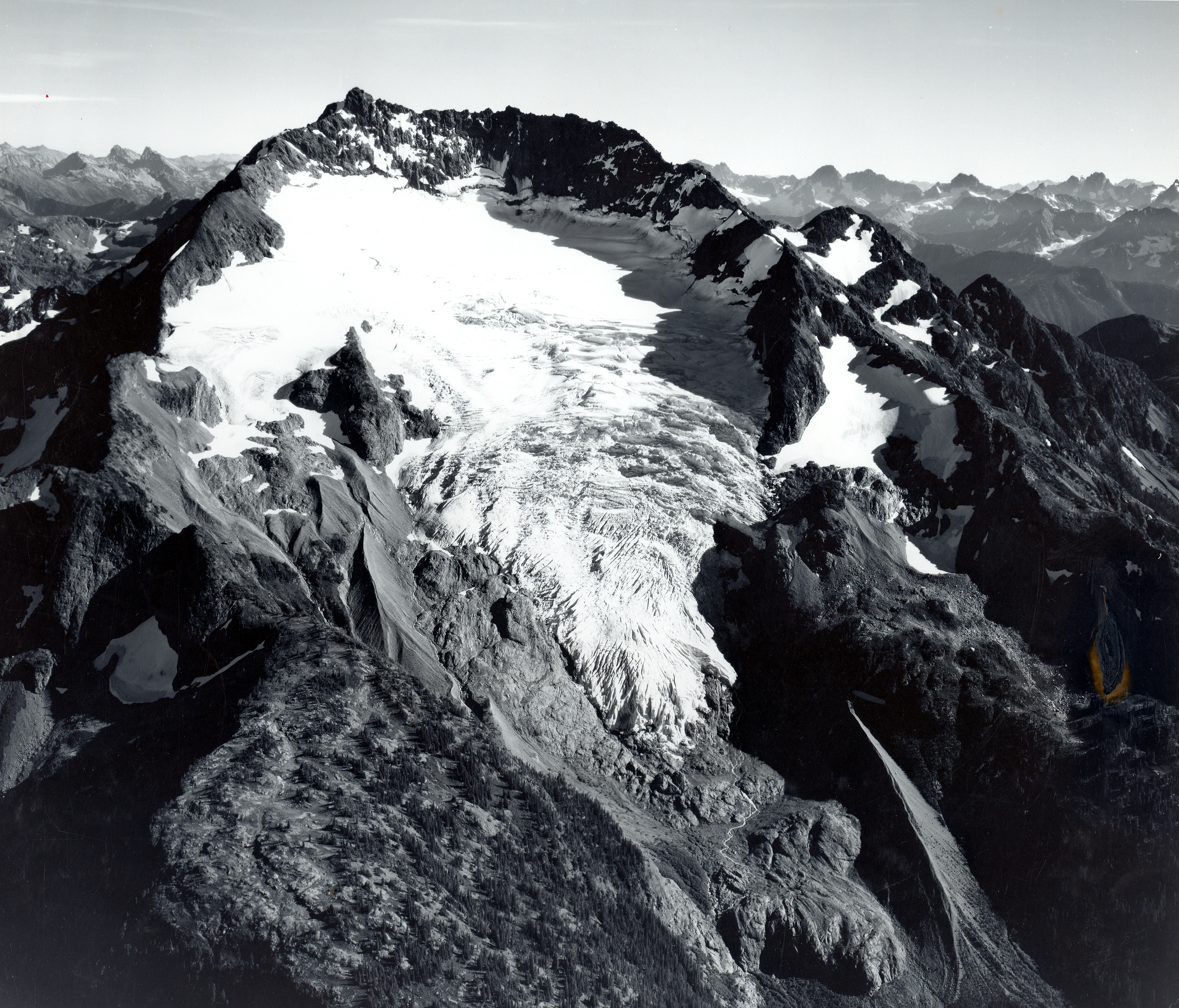
Il monte Jack

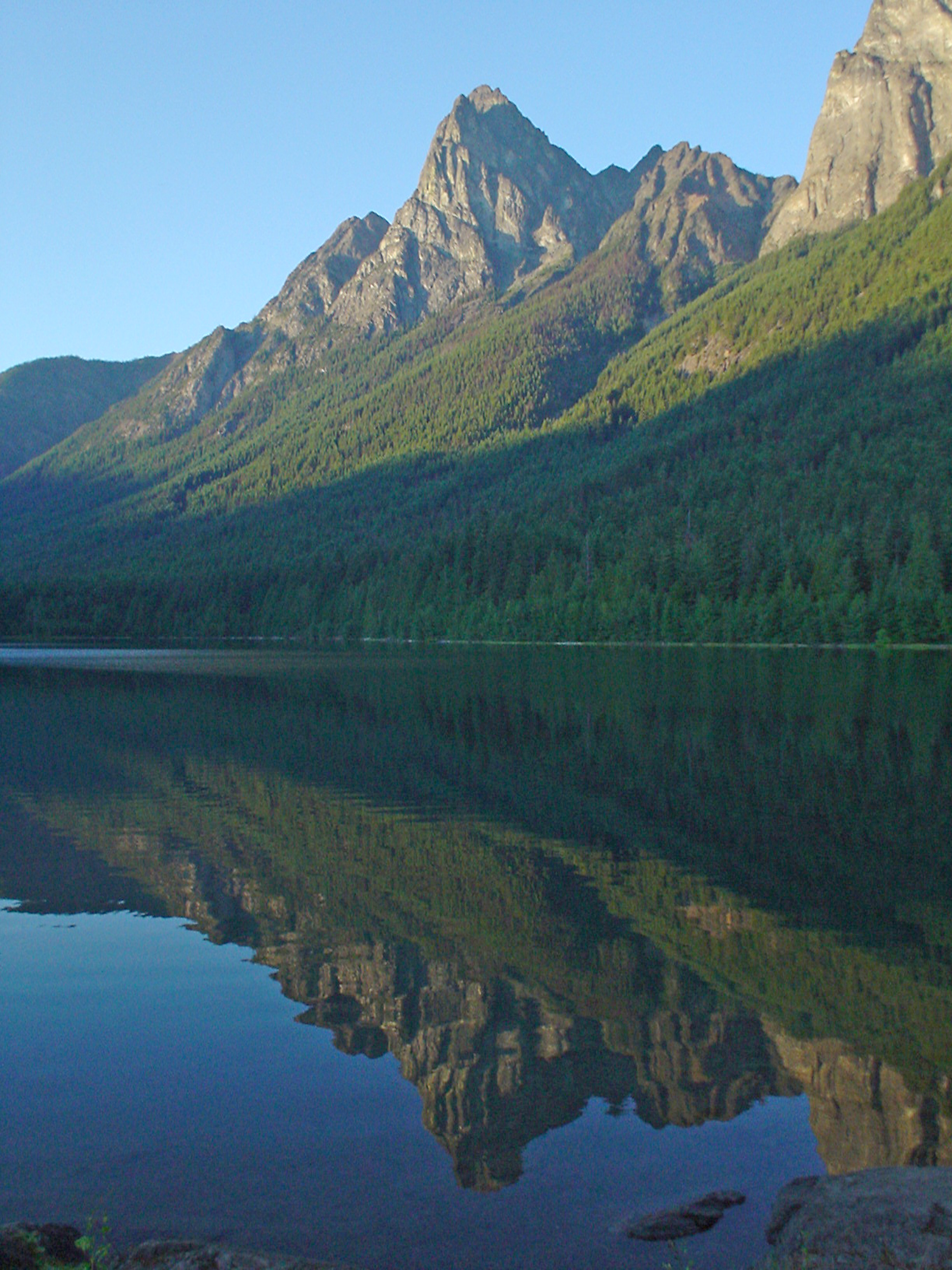
Il monte Hozomeen visto dal lago omonimo

| Montagna             | Altezza (m) |
|                      | (m)         |
| -------------------- | ----------- |
| Monte Baker          | 3285        |
| Glacier Peak         | 3213        |
| Monte Goode          | 2810        |
| Monte Shuksan        | 2782        |
| Monte Jack           | 2763        |
| Monte North Gardner  | 2730        |
| Monte Redoubt        | 2730        |
| Eldorado Peak        | 2705        |
| Luna Peak            | 2533        |
| Monte Johannesburg   | 2510        |
| Monte Agnes          | 2473        |
| Monte Hozomeen       | 2459        |
| Monte Slesse         | 2439        |
| American Border Peak | 2437        |
| Monte Blum           | 2340        |
| Sloan Peak           | 2388        |
| Colonial Peak        | 2369        |
| Monte Triumph        | 2220        |
| Monte Pugh           | 2195        |
| Davis Peak           | 2149        |
| Monte Whitehorse     | 2090        |
| Monte Baring         | 1867        |

### Cascate maggiori
La catena montuosa è conosciuta anche perché ospita numerose cascate estremamente alte alimentate da ghiacciai; di seguito sono elencate le dieci maggiori misurate.
| Cascata                       | Altezza (m) | Sorgente                               | Posizione                                                         | Coordinate                   |
| ----------------------------- | ----------- | -------------------------------------- | ----------------------------------------------------------------- | ---------------------------- |
| Cascate del torrente Colonial | 788         | Torrente Colonial                      | Lago Diablo                                                       | 48°40′12.83″N 121°08′25.58″W |
| Cascate di Johannesburg       | 751         | Corso d'acqua senza nome               | Sotto Johannesburg Peak, vicino al monte Torment                  | 48°28′35.58″N 121°05′28.75″W |
| Cascate del torrente Sulphide | 665         | Torrente Sulphide                      | Confine orientale del parco nazionale delle North Cascades        | 48°47′47.29″N 121°34′32.27″W |
| Cascate del lago Silver       | 649         | Torrente Silver                        | Vicino al monte Spickard nel parco nazionale delle North Cascades | 48°59′21.01″N 121°13′22.01″W |
| Cascate di Blum Basin         | 510         | Torrente Blum                          | Pendici del monte Blum                                            | 48°44′01.25″N 121°30′09.47″W |
| Cascate del torrente Boston   | 496         | Torrente Boston                        | Vicino al fiume Cascade North Fork                                | 48°29′34.73″N 121°04′31.76″W |
| Cascate del Torment           | 482         | Torrente Torment                       | Vicino al fiume Cascade North Fork                                | 48°29′49.88″N 121°06′21.67″W |
| Cascate del lago Green        | 298         | Ruscello senza nome del torrente Bacon | Vicino al lago Green, parco nazionale delle North Cascades        | 48°41′33.76″N 121°29′34.26″W |
| Cascate del torrente Depot    | 295         | Torrente Depot                         | Vicino al monte Redoubt, parco nazionale delle North Cascades     | 48°58′38.35″N 121°17′05.17″W |
| Cascate del lago Rainy        | 240         | Corso d'acqua senza nome               | Lago Rainy, Foresta nazionale di Okanogan                         | 48°29′48.98″N 120°44′44.99″W |

Molte delle cascate si devono all'acqua di disgelo dei ghiacciai o dei circhi glaciali. Nonostante la loro grande altezza, alcune di esse sono abbastanza nascoste e spesso di volume ridotto. Quella di Seahpo Peak, nonostante la sua grande altezza pari a 670 m, si annovera tra di esse, in quanto procede formando un piccolo rivolo. Alcune eccezioni sono decisamente degne di nota, come nel caso delle cascate del torrente Sulphide: dovute al disgelo di uno due dei maggiori ghiacciai del monte Shuksan, esse procedono lungo uno stretto percorso e poi cadono per 665 m nella valle del torrente Sulphide.

## Geologia

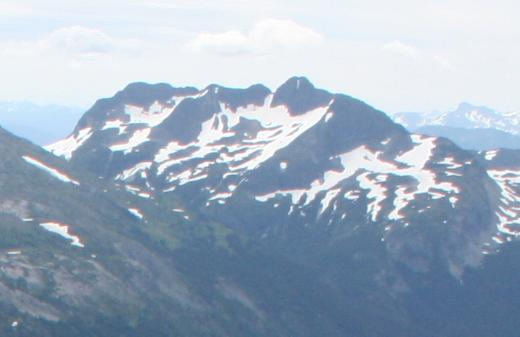
Fianco settentrionale del monte Coquihalla

La maggior parte delle Cascate del Nord è costituita da "rocce metamorfiche, strutturalmente complesse precedenti al Cenozoico". Formatisi sotto l'oceano Pacifico, i sedimenti rocciosi presenti nella regione sono i più antichi tra quelli scoperti nella catena montuosa. Poggiando sulla superficie di placche tettoniche in movimento, tali rocce si spostarono poi verso nord e incontrarono la placca nordamericana 90 milioni di anni fa. Il terreno a quel punto si alzò, centimetro per centimetro, originando in tal modo un primo insieme di rilievi. Tale morfologia andò poi perlopiù erosa, ma nuove placche oceaniche si scontrarono di nuovo negli ultimi 40-35 milioni di anni. Da questo nuovo incontro ebbe luogo una serie di subduzioni le quali permisero il passaggio del magma confluito nell'arco vulcanico delle Cascate.
I vulcani locali vennero alimentati dal calore trasmesso dalla subduzione delle placche tettoniche di Gorda e Juan de Fuca sotto una di dimensione maggiore, quella nordamericana. Situato 500 km al largo delle coste, il centro della placca di Gorda sprofonda di quasi 2,5 cm sotto il Nord America. Parte del magma si raffreddò nel sottosuolo e si trasformò col tempo in rocce di granito: è tale genere di pietra a costituire la base delle montagne odierne. Il vulcanismo coinvolse in zona vari siti: a titolo di esempio, si pensi al vicino monte Baker e a Glacier Peak, le cui ultime grandi eruzioni risalgono a meno di 12000 anni fa, mentre resti di una massiccia caldera si rintracciano nel nord-ovest del parco.
Rocce simili a quelle delle North Cascades continuano a settentrione fino alle vicinanze del massiccio del monte Meager nelle Montagne Costiere: tale somiglianza rende la scelta di tracciare un confine tra le due più una soluzione di comodo che basata su reali e tangibili differenze.
Nella Columbia Britannica, il confine geologico occidentale delle North Cascades è definito con il Fraser, mentre negli Stati Uniti la demarcazione occidentale è definita dal bassopiano di Puget a ovest, malgrado vi siano significative conformazioni simili alle North Cascades anche presso le isole di San Juan.
Il confine geologico orientale delle North Cascades può essere segnato dalla faglia di Chewack-Pasayten, la quale segue vagamente la cintura Intermontana e separa anche la valle del fiume Methow dalla catena di Okanagan. La grande provincia ignea del gruppo basaltico del Columbia traccia invece il limite delle North Cascades a sud-est.
Il limite meridionale corrisponde approssimativamente all'esposizione dei terreni ignei e metamorfici sita a nord del passo di Snoqualmie o di Naches, non distante dalla zona di faglia del fiume White.

### Ghiacciai

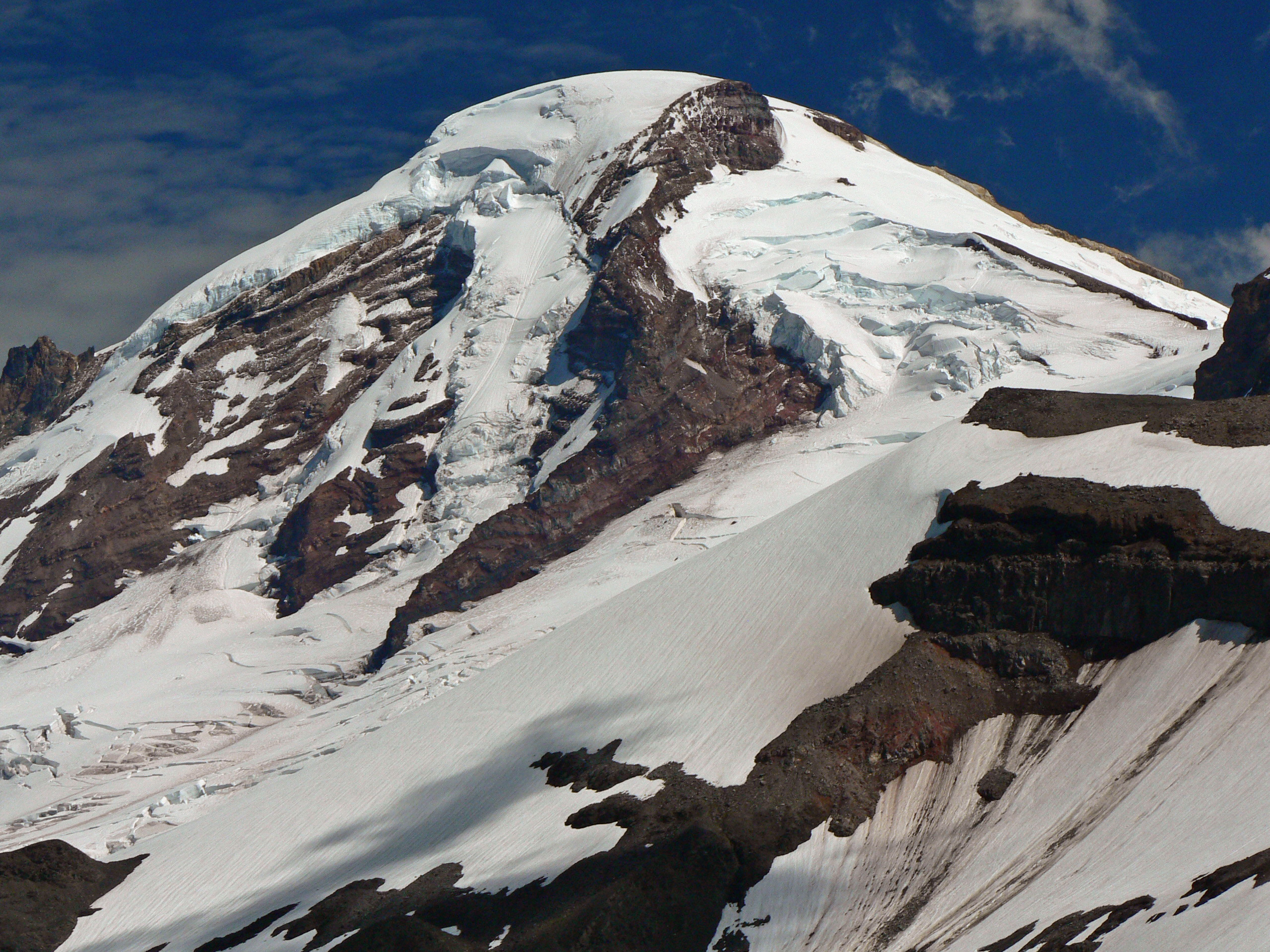
Il monte Baker e il ghiacciaio Coleman

I ghiacciai alpini sono una caratteristica distintiva della catena delle Cascate nel suo insieme e il discorso vale ancor di più per le North Cascades. Gli stratovulcani principali (il monte Baker e il Glacier Peak) costituiscono ovviamente i picchi ghiacciati più rappresentativi e con maggiori ammassi rispetto alle altre montagne, ma anche molti dei picchi non vulcanici minori vedono del bianco sui propri pendii. Molti dei ghiacciai presenti stanno comunque subendo un ritiro o sono già scomparsi dal 1950, anche se con qualche eccezione nel senso inverso. Le ricerche condotte di recente hanno evidenziato comunque una rapida diminuzione dei volumi avvenuta tra il 1993 e il 2011. Il 2015 è stato un anno particolarmente dannoso per i ghiacciai delle Cascadia, con una perdita di massa stimata dal 5 al 10%, la maggiore degli ultimi 50 anni. Una delle preoccupazioni più serie riguarda l'indrografia della regione, in quanto i ghiacciai e il manto nevoso invernale costituiscono un ingente serbatoio d'acqua. Poiché la neve e il ghiaccio si sciolgono in estate, l'acqua di disgelo risultante compensa la diminuzione stagionale delle precipitazioni. Man mano che i ghiacciai si ritirano forniscono un ridotto deflusso estivo: è quanto ha messo in luce uno studio del 2016, sulla base del quale è stato riportato che dal 1959 lo spartiacque del fiume Skagit aveva visto una riduzione del 25% del flusso estivo.
Per comprendere la reale portata del numero dei ghiacciai presenti in siti occorre fare riferimento a qualche dato, ancora una volta tratto dalla zona protetta locale. Con ben 312 ghiacciai (la catena in totale ne ospita poco meno di 700), il parco delle North Cascades vanta il maggior numero di ammassi di acqua ghiacciata di qualsiasi altro parco statunitense al di fuori dell'Alaska e un terzo di tutti quelli nei 48 Stati continentali. Se si escludono alcuni ghiacciai presenti nelle adiacenti aree ricreative nazionali, la superficie totale da loro coperta ammontava nel 2013 a 93,6 km².

## Ecologia

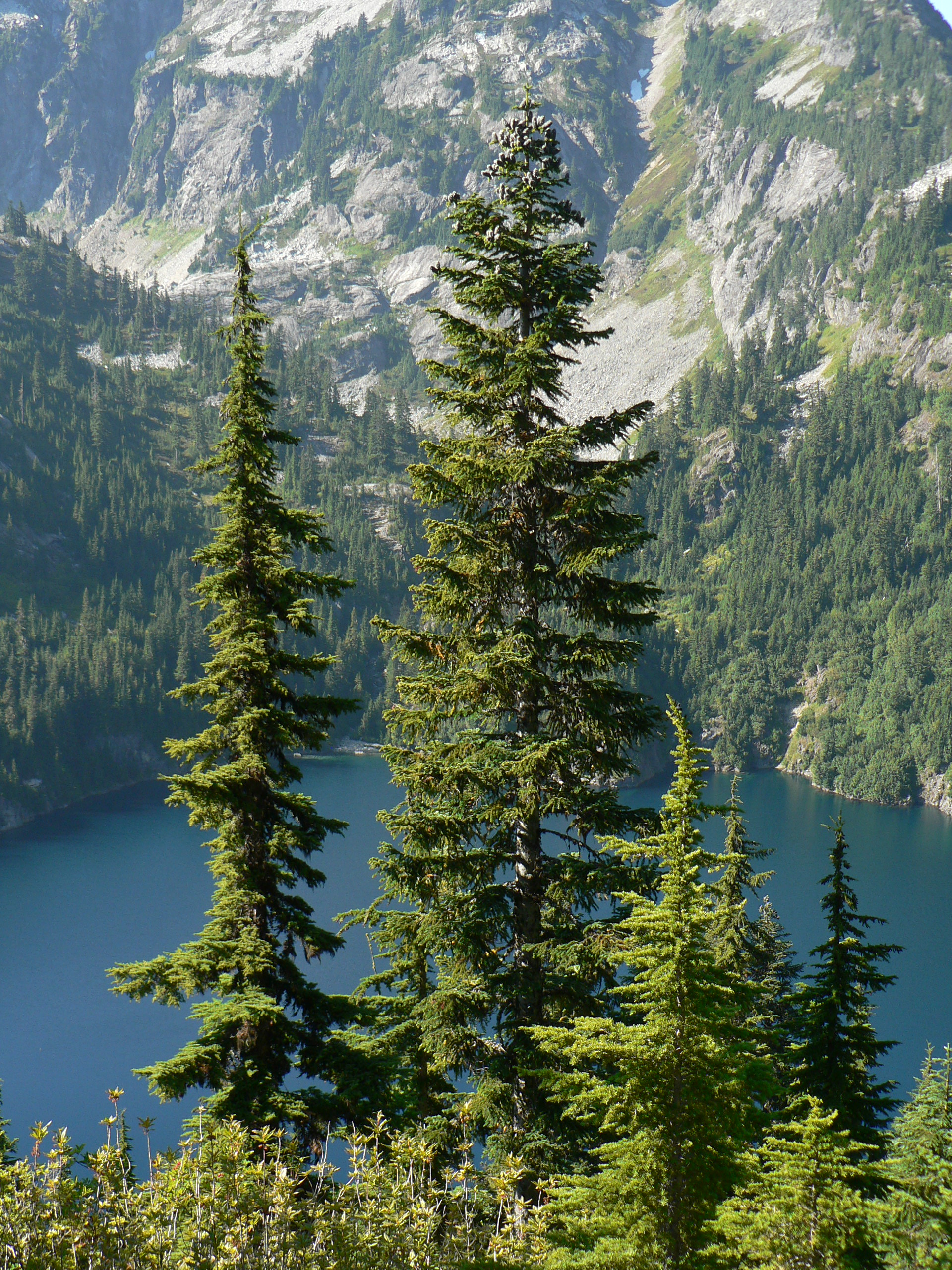
Abete delle rocce e tsuga mertensiana presso il lago di Thornton inferiore

Le Cascate del Nord ospitano una sorprendente varietà di specie vegetali. La parte occidentale del parco ospita una foresta pluviale temperata, mentre quella orientale è costituita da una foresta che supporta un clima più secco. Le montagne supportano inoltre viventi tipici del piano montano e alpino: in totale, si registrano oltre 1600 specie vegetali. Ognuna delle ecoregioni locali risulta agevolmente individuabile per via della presenza di un genere d'albero specifico o per via dell'assenza degli stessi. Tra gli esemplari più comuni di piante di grosso fusto si possono ammirare la tsuga mertensiana, l'abete amabile (Abies amabilis), la tsuga occidentale (Tsuga heterophylla), il pino giallo (Pinus ponderosa), l'abete di Douglas (Pseudotsuga menziesii), il pino contorto (Pinus contorta) e l'abete delle rocce (Abies lasiocarpa).
Sono state individuate 75 specie di mammiferi, quasi 200 ornitologiche, 28 ittiche e 21 tra rettili e anfibi. A titolo di esempio, citando gli animali più caratteristici della zona si devono ricordare l'aquila di mare testabianca (Haliaeetus leucocephalus), l'urietta marmorizzata (Brachyramphus marmoratus), l'allocco macchiato (Strix occidentalis), il lupo grigio (Canis lupus), l'orso nero americano (Ursus americanus), il puma (Puma concolor), la capra delle nevi (Oreamnos americanus), il rospo boreale (Bufo boreas) e il tritone dalla pelle rugosa (Taricha granulosa).
La biodiversità dell'area è minacciata dal surriscaldamento globale e da specie invasive vegetali. Queste piante alloctone prosperano lungo strutture artificiali quali strade e sentieri: è il caso della Centaurea diffusa e della saggina spagnola (Phalaris arundinacea).

## Storia

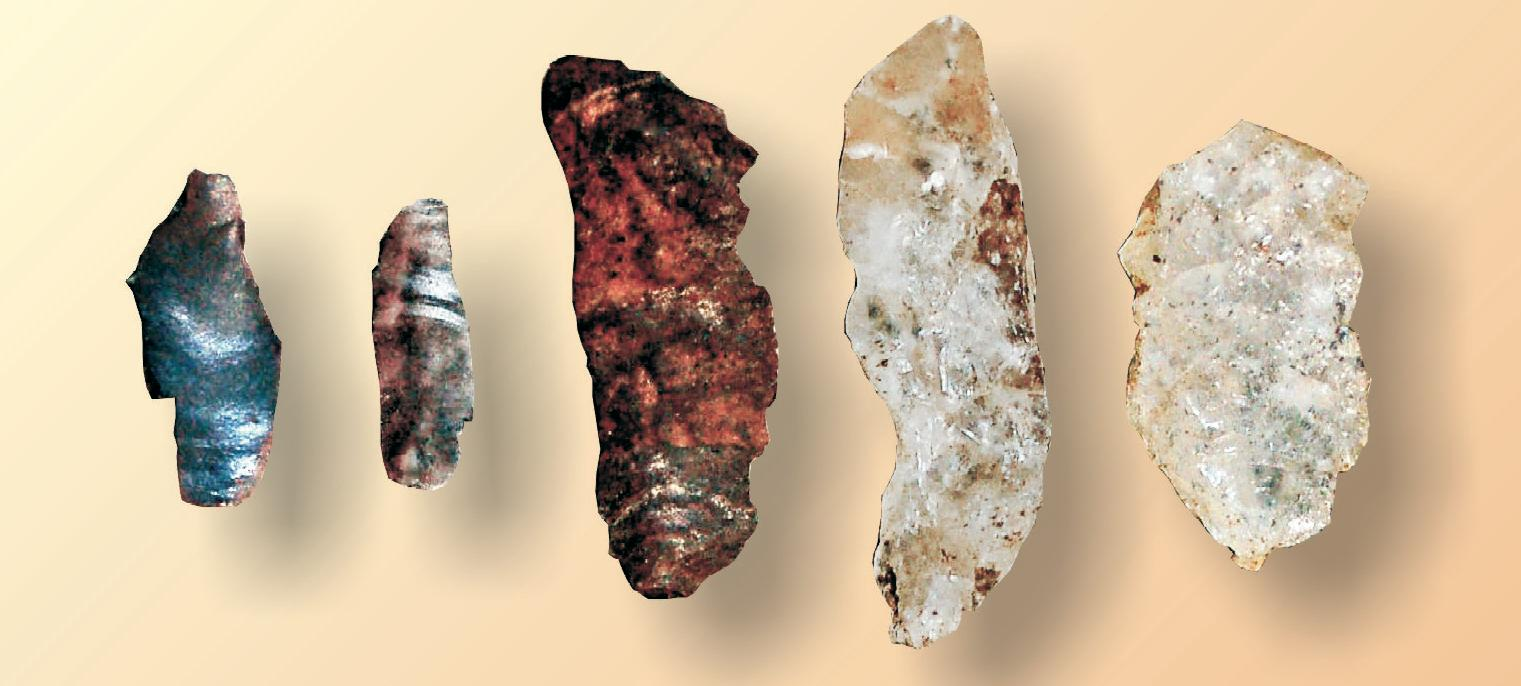
Piccole lame rinvenute presso il passo delle Cascate; le due sulla destra sono state realizzate smussando del quarzo

Sul lato meridionale del moderno confine di Stato, ovviamente assente prima di due secoli fa, i più antichi abitanti delle Cascate del Nord includevano le tribù Nooksack, Skagit e Sauk-Suiattle a ovest e gli Okanagan sul lato orientale, con il popolo degli Nlaka'pamux sparpagliato un po' ovunque lungo la demarcazione. Le tribù che vivevano sul lato canadese della catena erano gli Sto:lo e gli Similkameen, oltre a un gruppo ormai estinto noto come Stuwix che abitava e cacciava nell'area ora occupata dai Similkameen. Molti nomi geografici attuali nella regione derivano da termini nativi sia per traslitterazione sia per traduzione: Beckey nota che "molti nomi derivano dai Chinook Jargon, perlopiù elaborati dal Servizio forestale (USFS) dal 1910 al 1940".
I commercianti di pellicce accedettero nell'area nella prima metà del XIX secolo, provenienti dal Canada e da Astoria, sul Columbia. Uno dei primi a giungere risultò Alexander Ross della Compagnia del Nord-Ovest, il quale valicò la catena montuosa nell'estate del 1814 forse attraverso il passo di Cascade. Il periodo di incertezza che circondava la contesa Oregon Country terminò dopo la spartizione lungo il 49º parallelo e l'esercito statunitense dovette convivere con varie lotte con le comunità indiane. A seguito delle vicissitudini politiche e militari che ne seguirono, la Compagnia della Baia di Hudson dovette cercare un'alternativa al vecchio cammino del Brigade Trail lungo il Okanogan: per questo motivo, optò per la costruzione di un nuovo percorso nell'area di Spuzzum (in Columbia Britannica) e nella valle del fiume Coldwater al fine collegare Fort Langley sul Fraser inferiore con gli insediamenti già presenti in Nuova Caledonia. La via appariva impraticabile e andò presto abbandonato, sebbene cammini più a sud attraverso quello che oggi è il parco provinciale E. C. Manning gettarono le basi per tracciati successivi come il Dewdney Trail e la moderna autostrada di Crowsnest tramite il passo di Allison: in seguito si preferì optare per un percorso simile attraverso il passo di Coquihalla. Negli USA settentrionali, le esplorazioni per tracciare possibili rotte ferroviarie (nessuna delle quali era praticabile a nord di quello che alla fine si trovava sopra il passo di Stevens, all'estremità meridionale delle Cascate del Nord), l'interesse per l'industria del legname e la ricerca di minerali preziosi si intensificarono. Già nel 1850, i cercatori d'oro cominciarono a concentrarsi nella regione: nel 1870, a distanza di un ventennio, si scoprì la presenza del metallo prezioso nell'alta valle dello Skagit, ma le quantità erano irrisorie e gli interessati abbandonarono il luogo intorno al 1880. In seguito, le compagnie minerarie sfruttarono l'argento e il piombo presenti in alta montagna, ma quando alla fine degli anni 1910 il valore dei minerali precipitò le miniere vennero chiuse per il crollo dei ricavi. Durante la seconda guerra mondiale, tuttavia, l'interesse per i metalli riprese fino agli anni Cinquanta.

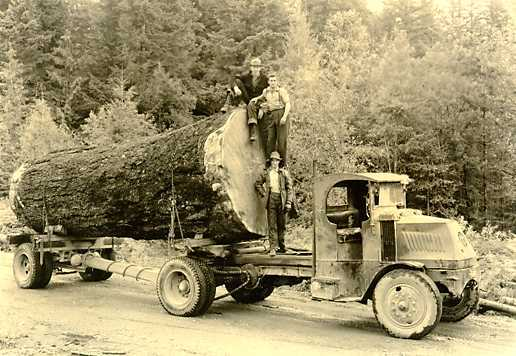
L'industria del legname attiva nelle Cascate del Nord nel 1937

Le grandi foreste attirarono presto l'interesse delle compagnie dedite alla vendita del legname. Una piccola area a ovest del parco fu sfruttata già nel 1860: i taglialegna trasportavano tronchi d'albero lasciandoli galleggiare sui fiumi e fermandoli una volta giunti presso le segherie localizzate più in basso nelle valli. Il relativo isolamento di alcune aree boschive impedì che queste sperimentassero un'ampia deforestazione.
Strade, ponti e tunnel furono costruiti nell'area per facilitare l'accesso ai lavoratori. Dopo il 1918, una società elettrica avviò la costruzione di tre dighe idroelettriche per fornire energia alla vicina città di Seattle. Nel 1930, la diga di Diablo divenne a quel tempo la più grande diga del mondo, in virtù dei suoi 118,5 m di ampiezza. La diga di Ross (165 m) andò invece completata nel 1949 e la diga di Gorge (91 m) nel 1961.
I coloni iniziarono gradualmente a stabilirsi in fondo alle valli e la maggioranza finì per dedicarsi ad attività relative al commercio del legname, alle miniere e alla costruzione di hotel. Fu durante questo processo coinciso con un aumento demografico che nacquero alcune piccole località quali quella di Stehekin.
L'aumento dei turisti nella zona aumentò quando il Congresso degli Stati Uniti e il presidente Lyndon B. Johnson concessero alla regione lo status di parco nazionale nel 1969, con l'obiettivo di preservare i paesaggi montuosi per le generazioni future. Nel 1988, la protezione del 93% del parco nazionale è stata rafforzata ottenendo lo status di riserva naturale di Stephen Mather (Stephen Mather Wilderness area).
La stessa tutela fu proposta anche sul lato canadese per la catena montuosa, con la costituzione di vari parchi nel corso del Novecento.

## Alpinismo
Le North Cascades sono spesso chiamate le "Alpi americane" da escursionisti, scalatori e alpinisti a causa del mare di cime ripide e frastagliate che si estendono su tutta la catena. Gli approcci accidentati di questa gamma e l'eccezionale terreno alpino lo rendono una sfida eccellente e stimolante per gli alpinisti esperti e no.

## Aree protette

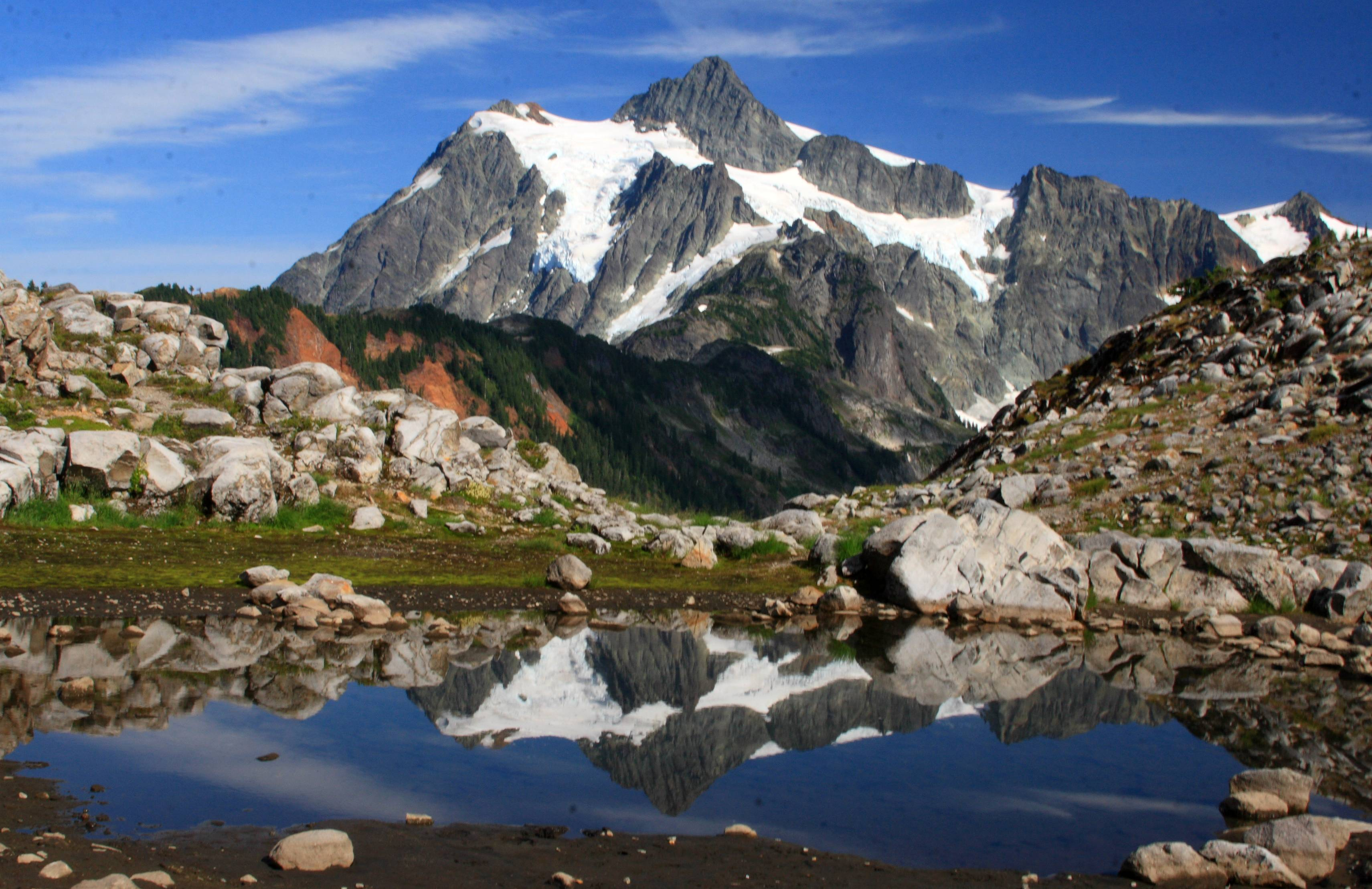
Il monte Shuksan, uno dei più pittoreschi picchi delle North Cascades

La principale tra le aree protette di Washington è il parco nazionale delle North Cascades, il quale occupa gran parte dell'area tra il monte Baker e lo spartiacque delle Cascate. Contigue all'area tutelata appena citata risultano la Ross Lake National Recreation Area e la Lake Chelan National Recreation Area. Le riserve integrali locali (Wilderness) includono:
- Mount Baker Wilderness
- Glacier Peak Wilderness
- Boulder River Wilderness
- Henry M. Jackson Wilderness,
- Lake Chelan-Sawtooth Wilderness
- Noisy-Diobsud Wilderness
- Pasayten Wilderness
- Stephen Mather Wilderness
- Wild Sky Wilderness

Nella Columbia Britannica, le aree protette sono le seguenti:
- Parco provinciale della valle dello Skagit
- Parco provinciale E. C. Manning
- Cascade Recreation Area
- Parco provinciale di Cathedral
- Parco provinciale del canyon di Coquihalla